# 華勒足球會
華勒足球會（Vác FC）是一家位於匈牙利布達佩斯北部瓦茨的足球會。球隊自成立以來曾多次更名，自2013年起使用現名。
華勒足球會成立於1899年6月，當時名為Váci Sport Egyesület，並於同年11月28日正式註冊。1980年與Vachash Izzo合併，更名為Váci Izzó MTE。
1986-87賽季，華勒在乙組聯賽中獲得亞軍，首次升入頂級聯賽，球隊在1990年代初期取得成功，1991年在聯賽中獲得第4名，1992年和1993年獲得第2名，並在1994年贏得第一個冠軍。然而在1990年代後期開始衰落，並於2000年降級。

## 球隊榮譽
- 匈牙利足球甲级联赛

 冠軍 (1)：1993–94
- 匈牙利盃

 亞軍 (3)：1990–91, 1991–92, 1994–95

## 外部鏈接
- 官方网站